# オペル・カリブラ
カリブラ（Calibra ）は、ドイツの自動車メーカー・オペルが1989年から1997年まで生産・販売したスペシャルティカーである。イギリスではボクスホール・カリブラとして、1999年まで販売された。

## 概要
マンタに代わるスペシャルティクーペという位置づけで、1989年6月10日に登場。ベクトラAをベースに開発された。ボディはCd値が0.26（ターボ車は0.29）という、当時世界で最も優れた空力性能を持った量産車であり、1999年にホンダ・インサイト、アウディ・A2がCd値0.25をたたき出すまで、この空力性能を越える車は存在しなかった。また、クーペとしては居住性も高く、6：4分割可倒式シートバックを採用することでラゲッジスペースの容量拡大が図られている（シートを倒した状態で最大980L）。
エンジンは2.0L直列4気筒のSOHC/DOHCを搭載。1994年には170psを発生するエコテック2.5LV型6気筒DOHCを追加。駆動方式は前輪駆動（FF）である。サスペンションはフロントがストラット、リアがセミトレーリングアーム式を採用。オメガに採用されているものと同じDSAサスペンションを搭載。ブレーキはフロントがベンチレーテッドディスク、リアはディスク。
1990年11月、ビスカスカップリング式フルタイム4WDのモデルを追加。センターデフの直後には、電磁式多板クラッチが備えられており、時速25km以上からのブレーキング時にリアへの駆動力を遮断することにより、ボッシュ4ch4センサー式ABSの作動を妨げないようになっている。
1991年、ターボを追加。2.0LDOHCエンジンをベースにKKK社（Kühnle Kopp und Kausch）製IC付ターボ(最大ブースト圧0.7bar)によって204ps/5,600rpm(最大トルク 28.5kgm/2,400rpm)を発生し、独ゲトラグ社製6速MT(変速比3.570/2.160/1.450/1.110/0.890/0.740,最終減速比3.720)と組み合わせられる。駆動方式は4WD。タイヤサイズは、205/50ZR16（1994年モデル）。6JホイールのPCDは110mmで5穴。オフセット49mm。
ターボは、エキゾーストパイプとタービンハウジングを一体化することにより、熱効率の向上と軽量化(5.27kg)を同時に達成している。また、タービンハウジングにはウォータージャケットを備えるとともに空冷式オイルクーラーも備え、冷却効率を高めている。
日本では1994年に発売。導入されたのは16V（DOHC・FF・4速AT）とターボの2種類。ただしターボは、1994年と1995年の2年間のみの輸入であった。日本導入モデルにはエアバッグ（1994年モデルは運転席のみ）とABS、イモビライザーが標準装備され、オプションにはレザーシートとサンルーフを用意した。1995年モデル以降はホワイトメーターとなり、センターコンソールに電圧計と油圧計が装着。
1997年6月、生産終了。

## モータースポーツ

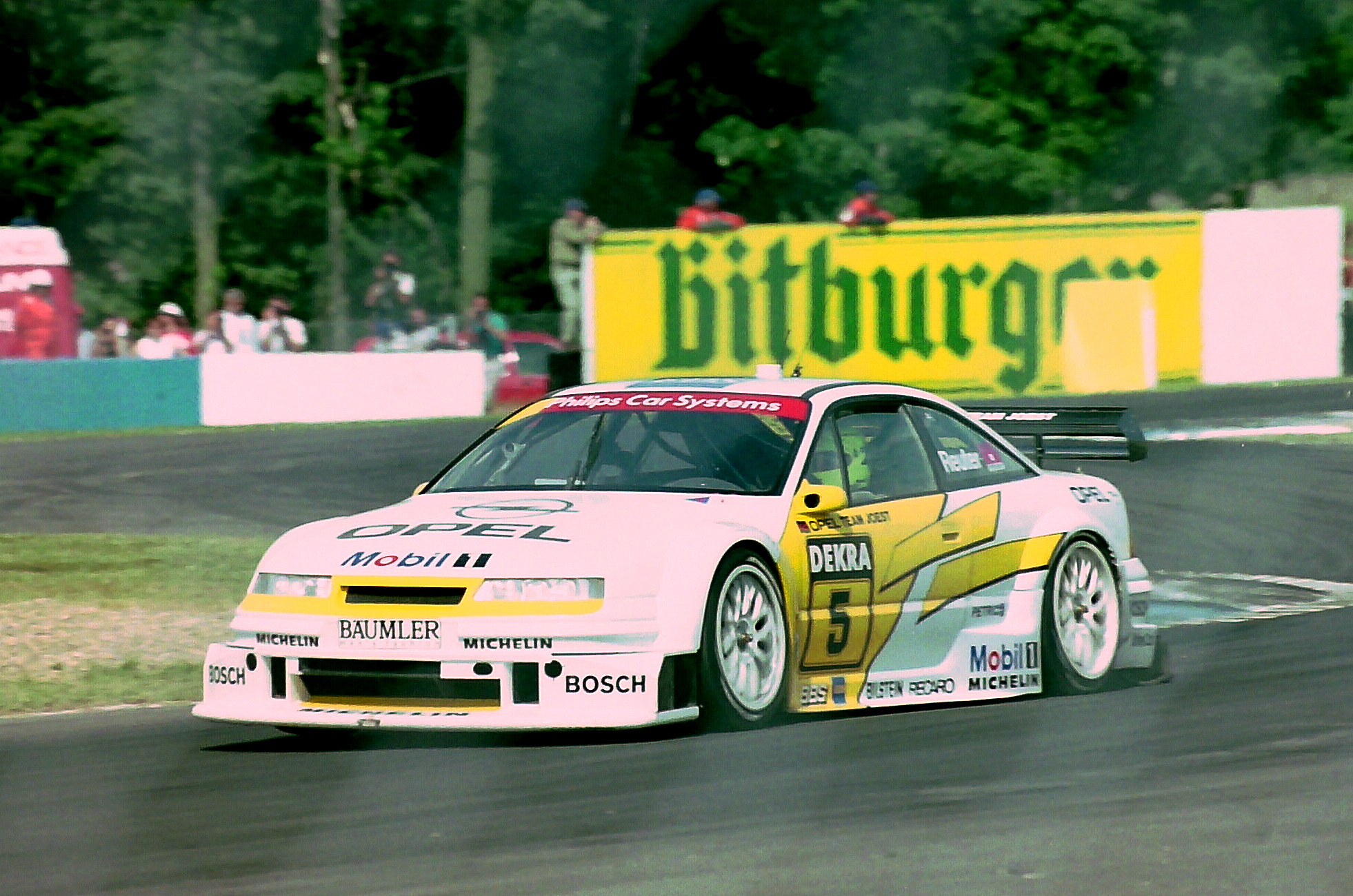
DTM仕様のカリブラ

旧ドイツツーリングカー選手権（DTM）へはカリブラをベースにしたツーリングカーで1994年より本格参戦。チーム運営はヨースト、エンジン開発にはコスワースが担当した。1995年までのマシンには市販車に乗せられた54度自然吸気2.5LV6エンジン（420ps）を搭載、1996年からはいすゞ・ビッグホーンのOEＭ車であったオペル・モントレーに積まれていたバンク角75度のいすゞ・6VD1エンジンに変更し500ps前後を発生。ドライバーには元F1ドライバーのケケ・ロズベルグやJ.J.レートなどを選んだ。1995年以降のマシンにはF1のコンストラクター、ウィリアムズも開発に参加し、戦闘力もアップした。
1995年にはクラウス・ルートヴィッヒがドライブするマシンがシリーズ3位を獲得し、国際ツーリングカー選手権（ITC）へ移行した1996年には、マヌエル・ロイターがドライブするマシンがシリーズタイトルを獲得した。なお、旧DTM/ITCは同年限りで廃止となったため、カリブラが最後にシリーズチャンピオンを獲得したマシンとなった。